# گوردون فارنلی
گوردون فارنلی (انگلیسی: Gordon Fearnley; ۲۵ ژانویهٔ ۱۹۵۰ – ۲۵ ژوئن ۲۰۱۵) بازیکن فوتبال اهل بریتانیا بود.
از باشگاه‌هایی که در آن بازی کرده‌است می‌توان به باشگاه فوتبال بریستول راورز و باشگاه فوتبال شفیلد ونزدی اشاره کرد.